# ’t Hooft-Symbol
Das ’t Hooft-Symbol ist in der mathematischen Formulierung der Physik eine Kombination des Kronecker-Deltas und des Levi-Civita-Symbols. Mit diesem können die Generatoren der zweiten speziellen unitären Lie-Algebra {\displaystyle {\mathfrak {su}}(2)} durch die Generatoren der Lorentz-Algebra {\displaystyle {\mathfrak {so}}(1,3)} ausgedrückt werden, was etwa bei der Beschreibung der BPST-Instantone verwendet wird. Benannt ist das ’t Hooft-Symbol nach dem niederländischen Physiker Gerard ’t Hooft, welcher dieses im Jahr 1976 einführte.

## Definition
Griechische Indizes {\displaystyle \mu ,\nu =1,2,3,4} stehen dabei für die Koordinaten der vierdimensionalen Raumzeit und der lateinische Index {\displaystyle a=1,2,3} steht für die Pauli-Matrizen, welche eine Basis der dreidimensionalen Lie-Algebra {\displaystyle {\mathfrak {su}}(2)} bilden. Das (selbstduale) ’t Hooft-Symbol und das anti (selbstduale) ’t Hooft-Symbol sind definiert durch:
{\displaystyle \eta _{\mu \nu }^{a}=\epsilon _{a\mu \nu 4}+\delta _{a\mu }\delta _{\nu 4}-\delta _{a\nu }\delta _{\mu 4}={\begin{cases}\epsilon ^{a\mu \nu }&\mu ,\nu =1,2,3\\-\delta ^{a\nu }&\mu =4\\\delta ^{a\mu }&\nu =4\\0&\mu =\nu =4\end{cases}};}
{\displaystyle {\overline {\eta }}_{\mu \nu }^{a}=\epsilon _{a\mu \nu 4}-\delta _{a\mu }\delta _{\nu 4}+\delta _{a\nu }\delta _{\mu 4}={\begin{cases}\epsilon ^{a\mu \nu }&\mu ,\nu =1,2,3\\\delta ^{a\nu }&\mu =4\\-\delta ^{a\mu }&\nu =4\\0&\mu =\nu =4\end{cases}}.}

## Eigenschaften
Die Benennung der ’t Hooft-Symbol als selbstdual und antiselbstdual stammt von den Eigenschaften:
{\displaystyle \eta _{a\mu \nu }={\frac {1}{2}}\epsilon _{\mu \nu \rho \sigma }\eta _{a\rho \sigma };}
{\displaystyle {\bar {\eta }}_{a\mu \nu }=-{\frac {1}{2}}\epsilon _{\mu \nu \rho \sigma }{\overline {\eta }}_{a\rho \sigma }.}